# Кишинёвский дендрологический парк
Кишинёвский дендрарий — дендрологический парк в районе Буюкань в Кишинёве. Парк расположен в центрально-западной части города, в долине реки Дурлешть и по периметру улиц И. Крянгэ, В. Лупу (напротив расположен парк Валя Морилор), Э. Коки и А. Щусева.
Был основан в 1973 году на месте Ботанического сада Академии наук Молдавской ССР. Сначала имел площадь 73 гектара, в настоящее время площадь парка расширена до 77,8 гектаров.
В парке насчитывается более тысячи видов растений, которые представляют большую часть флоры Молдавии. Парк имеет богатую коллекцию семян овощных, масличных, розовых и других. Хвойная коллекция насчитывает более 50 наименований из разных флористических уголков земного шара. Среди редких для Молдовы древесных пород выделяют: гинкго двуло́пастный, метасеквойя, тсуга канадская, пихта Дугласа, кипарис аризонский, пихта бальзамическая, сосна желтая, сосна гибкая, Chamaecyparis lawsoniana, тюльпановое дерево, клен моно, клён трезубец, шелковица японская.

## Галерея

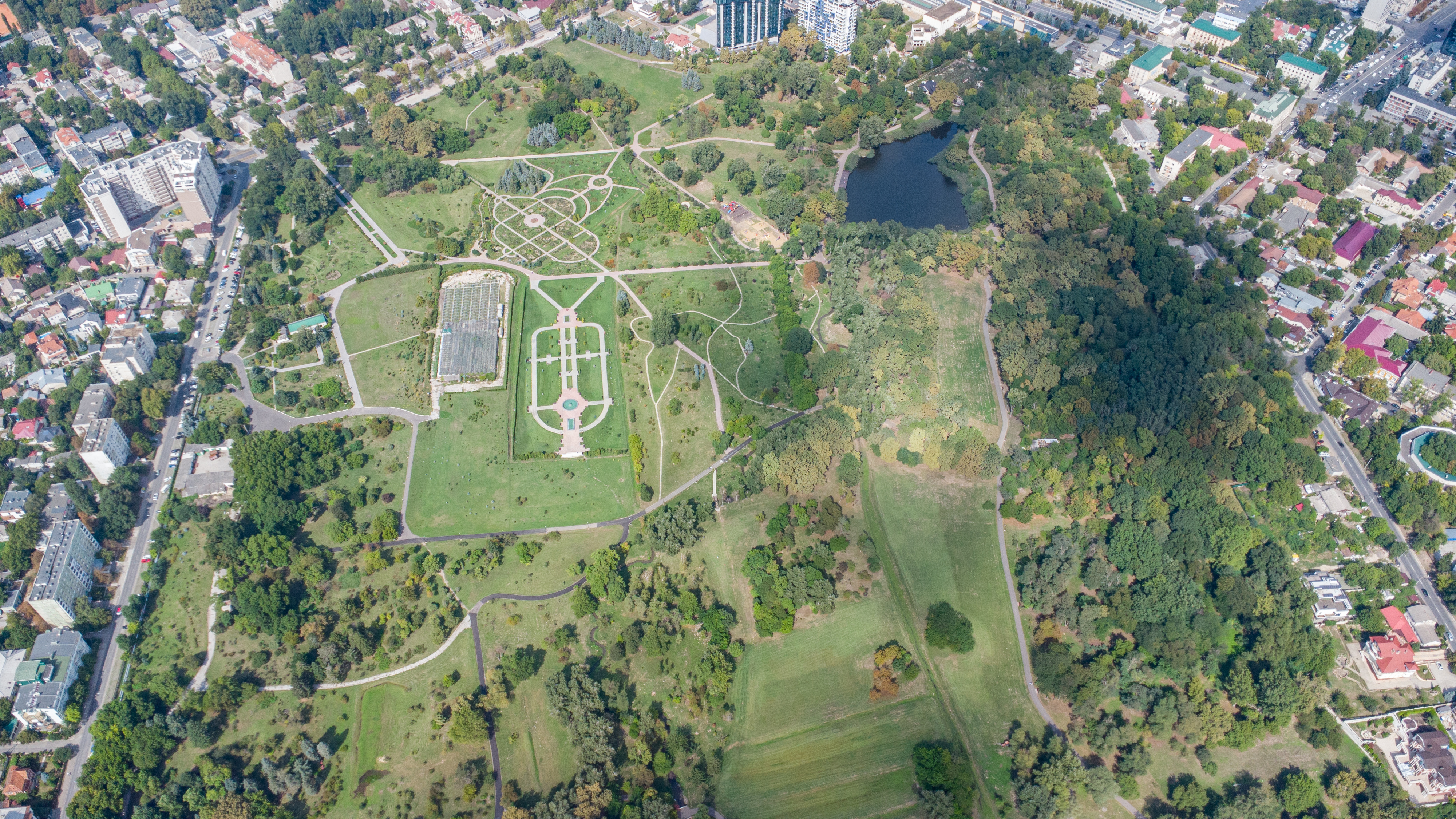
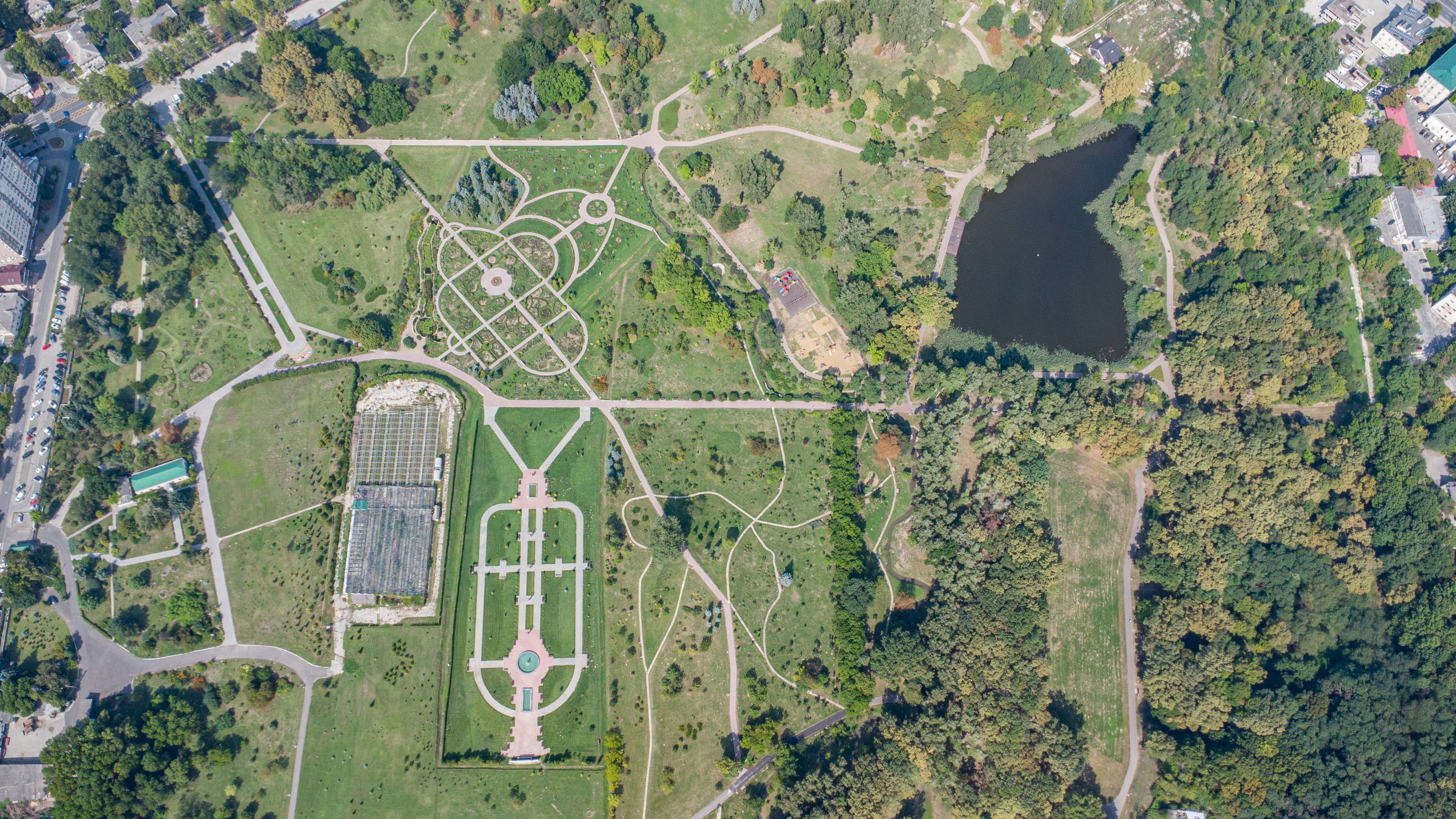
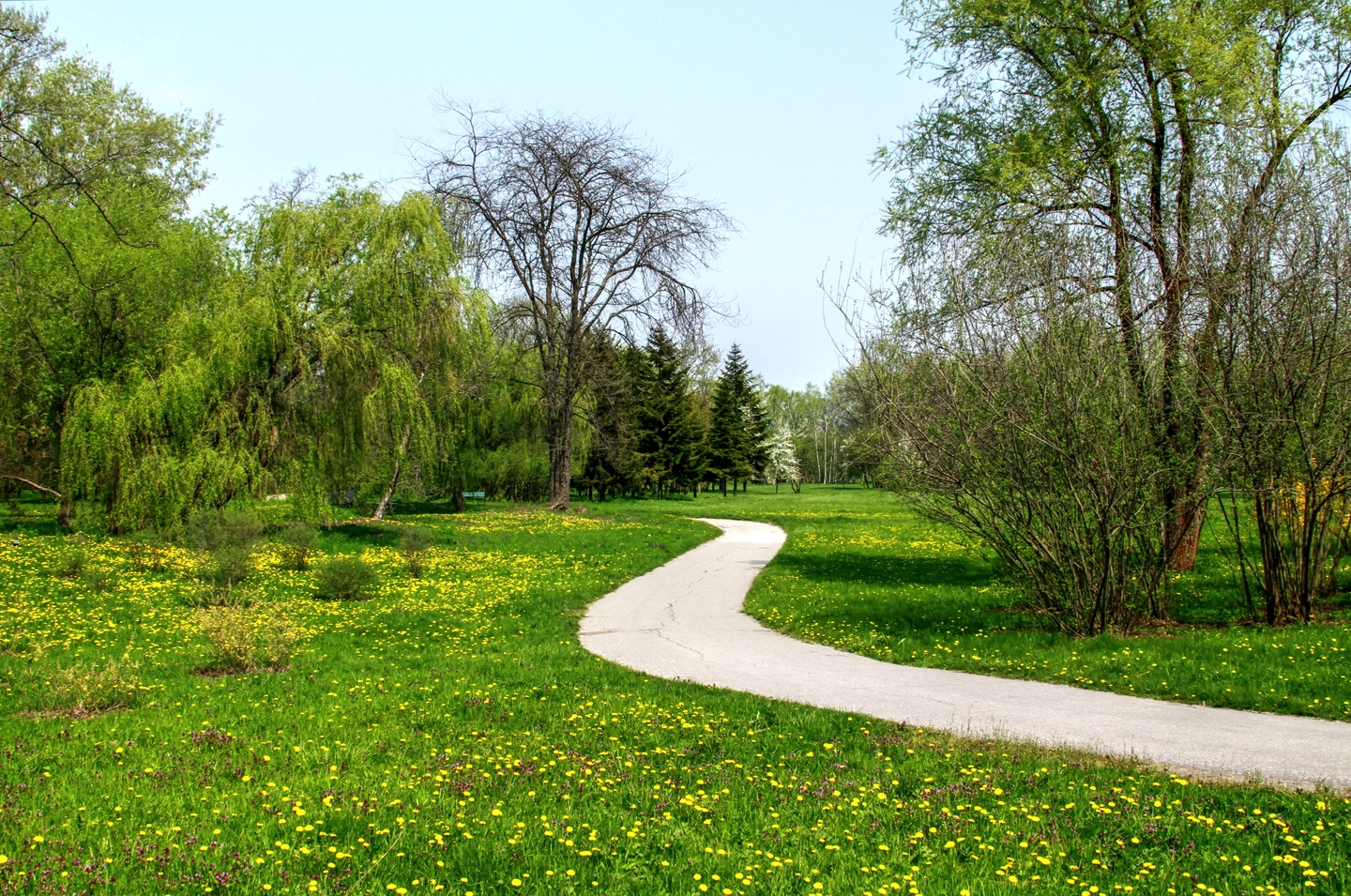